# Лази (міфологія)
Лази — група етруських божеств, як небесних, і підземних. Вони допомагали людям, наприклад, жінкам при народженні дитини.
Лаза Вегойя була помічницею Тінії при відновленні на землі порушеної справедливості та пророчицею, яка вважалася одним із авторів книг, що склали так звану «етруську дисципліну». Інший божественний автор цих книг Тагет, можливо, теж є лазом або близьким до них богом нижчого порядку. 
Кулсу - одна з лаз - стежила за людьми і заносила в особливий список діяння кожної людини, а коли той потрапляв у потойбіччя, зачитувала цей список, так що боги могли віддати кожному у його справах. До таких богів, можливо, належить і Ферсу, який керував деякими етруськими релігійними іграми.
Мати лаз була молода і прекрасна богиня Лаза.
Питання існування лаз та його матері богині Лази складний і заплутаний. Одні дослідники вважають, що богині Лази не існувало, а лази представляли сукупність другорядних божеств. На думку інших, навпаки, існувала лише богиня Лаза, «обов'язком» якої було служити іншим богам. Треті, і ця думка видається більш виправданою, поєднують обидві гіпотези.